# Le nuove canzoni sentimentali
 Le nuove canzoni sentimentali è un album del 1980 inciso da Giorgio Consolini per l'etichetta Edig.

## Tracce
Lato 1
1. Ci ritroveremo a Capri – 3:49 (Messori, Galletti)
2. Romanzo – 2:44 (Messori, Galletti)
3. Tu – 4:15 (Messori, Galletti)
4. Il naif – 4:02 (Messori, Galletti)
5. Non m'innamoro più – 3:56 (Messori, Galletti)
6. Polvere – 2:57 (Galletti, Micheletti)

Lato 2
1. Fidanzata – 4:15 (Messori, Galletti)
2. Sei tu la più bella del mondo – 3:41 (Messori, Galletti)
3. Pirata non sono – 4:29 (Messori, Galletti)
4. Pamela – 5:13 (Messori, Galletti)
5. La campana – 3:15 (Messori, Galletti)
6. Tango d'amore – 3:23 (Cepparello)